# Давид (імператор Трапезунда)
Давид I (грец. Δαυίδ Μέγας Κομνηνός; бл. 1408 — 1 листопада 1463) — останній імператор Трапезонда в 1459—1461 роках.

## Життєпис
Походив з династії Великих Комнінів. Третій син Олексія IV, трапезундського імператора, і Феодори Кантакузіни. Народився близько 1408 року. Замолоду пошлюбив доньку правителя князівства Феодоро. В правління свого старшого брата Іоанна IV носив титул деспота. Брав участь в походах останнього проти генуезців, а також виконував різні дипломатичні завдання. Давид одружився з Марією Готською, дочкою напівнезалежного правителя Феодоро. Близько 1447 року після смерті дружини оженився на представниці візантійського роду Кантакузін.
У 1458 році він ратифікував договір Трапезунда з османським султаном Мехмедом II в Адріанополі, а пізніше в тому ж році супроводжував свою небогу Феодору до двору її нового чоловіка — Узун-Хасана, султана Ак-Коюнлу.
Після смерті Іоанна IV 1459 року успадкував трон, оскільки синові брата — Олексієві — було всього 4 роки. Він підтвердив союзи з Ак-Коюнлу і Феодоро. Втім більше спирався на спільні дії з бейліками Ісфандіярів та Караманів. При цьому вирішив отримати допомогу від Папського престолу та імператора Фрідріха III Габсбурга, до якого 1460 року відправив посланцем флорентійського купця Мікаелі Аліг'єрі. Ймовірно до антиосманського союзу планувалося долучити також Венецію, Георгія VIII, царя Грузії, Кваркваре II Джакелі, атабека Самцхе. Для зацікавлення фінансових кіл Європи надав Флоренції (насамперед її купцям та банкірам) ті ж самі права в імперії, що мали Генуя й Венеція.
Втім про плани імператора довідався османський султан через свого агента — Георгія Аміруці, скарбничого Трапезундської імперії. Тому османські війська раптово виступили проти Абу'л-Гасана Камаледдін, еміра Синопи, а правитель Караману — Ібрагім-бей II — підтримав османів. Доволі швидко війську та флоту вдалося захопити Синоп. Трапезунд опинився в небезпеці, коли його блокував османський флот. Спроба Узун-Хасана допомогти Трапезунду виявилася невдалою, оскільки війська Ак-Коюнлу в Гойлухарській битві зазнали поразки. Сам імператор Давид зазнав поразки в околицях Трапезунду.
Після місяця облоги Георгій Аміруці запропонував імператорові здатися. Це відбулося 15 серпня 1461 року. З цим припинила існування Трапезундська імперія. Давида з родиною було відправлено до Стамбулу.
Потім близько 2 років прожив у засланні в Адріанополі разом зі своєю родиною, отримуючи в якості пенсії дохід з маєтку в долині річки Струма. 1463 року був заарештований і привезений до Стамбулу, оскільки султан запідозрив його в зв'язках зі своїми ворогами. Давиду було запропоновано прийняти іслам, але він відмовився. Тому його разом зі синами було страчено. Лише молодший син Георгій прийняв іслам. У 2013 році Давида було канонізовано Константинопольським патріархатом.

## Родина
1. Дружина — Марія, донька Олексія I, князя Феодоро
дітей не було
2. Дружина — Олена,дочка  Димитрія I Кантакузіна, деспота Мореї
Діти:
- Василь (д/н—1463)
- Мануїл (д/н—1463)
- Георгій (д/н— після 1463)
- Анна (1447-після 1463), дружина: 1) Мухаммед Заган-паша, беклербек Македонії; 2) Сінан-бек
- донька, дружина Мамії Гуріелі, князь Гурії